# Madingo-Kayes
Madingo-Kayes est une localité du sud-ouest de la république du Congo, située dans le département du Kouilou sur une altitude de 1 m. Elle est le chef lieu district de Madingo-Kayes.